# Samuel Karlin
Samuel Karlin (* 8. Juni 1924 in Yonova, Polen; † 18. Dezember 2007 in Palo Alto, Kalifornien) war ein US-amerikanischer Mathematiker, der sich insbesondere mit Anwendungen der Mathematik in der Populationsgenetik und Molekularbiologie, mit Spieltheorie und Statistik beschäftigte.

## Leben und Wirken
Karlin wurde als Sohn orthodoxer Juden in Polen geboren und wuchs in Chicago auf (die Familie zog schon in die USA, als er zwei Monate alt war). Er studierte am Illinois Institute of Technology und promovierte 1947 bei Salomon Bochner an der Princeton University (Independent Functions). 1948 bis 1956 lehrte er am Caltech und wurde dann Professor für Mathematik und Statistik an der Stanford University. Daneben arbeitete er in den 1950er Jahren für die RAND-Corporation.
Karlin befasste sich mit mathematischen Wirtschaftswissenschaften, Bioinformatik, Spieltheorie (mit Anwendungen in militärischen Fragen bei der RAND Corporation in den 1950er Jahren), mathematischer Evolutionstheorie, Mathematik der Sequenzanalyse in der Molekularbiologie, insbesondere aber mit Populationsgenetik. Die von ihm und Stephen Altschul in den 1990er Jahren entwickelte nach ihnen benannte statistische Methode des Vergleichs von DNA-Sequenzen dient als Grundlage des weit verbreiteten Sequenzanalyse-Programms BLAST.
2001 kritisierte er die University of Berkeley und das Biotechnik-Unternehmen Celera Genomics öffentlich wegen zahlreicher Fehler in der Genanalyse der Drosophila.
Karlin war Mitglied der National Academy of Sciences (seit 1972), der American Academy of Arts and Sciences (seit 1970) und der American Philosophical Society (seit 1995). 1989 erhielt er die National Medal of Science, 1987 den John-von-Neumann-Theorie-Preis. 1991 wurde er Ehrenmitglied der London Mathematical Society.
Sein Sohn Kenneth Karlin, mit dem er auch publizierte, ist Chemie-Professor an der Johns Hopkins University, seine Tochter Anna Karlin ist Informatikprofessorin.

## Schriften
- Mathematical Methods and Theory in Games, Programming, and Economics (2 Bände), Addison-Wesley, 1959, Dover Publications, 2003 (Neuausgabe in einem Band), ISBN 0-486-49527-2
  - I. Matrix Games, Programming, and Mathematical Economics
  - II. The Theory of Infinite Games
- mit William J. Studden: Tchebycheff systems: With applications in analysis and statistics, Interscience Publishers, 1966
- Total Positivity. Volume I, Stanford University Press, 1968
- mit Howard M. Taylor: A First Course in Stochastic Processes, 2. Auflage, Academic Press, 1975
- mit Eviatar Nevo (Hrsg.): Population Genetics and Ecology, Academic Press, 1976
- mit Howard M. Taylor: A Second Course in Stochastic Processes, Academic Press, 1981
- als Herausgeber: Econometrics, Time Series, and Multivariate Statistics, Academic Press, 1983
- mit Howard M. Taylor: An Introduction to Stochastic Modeling, Academic Press, 1984 1994 (2. Auflage) 1998 (3. Auflage)
- Mathematical models, problems and controversies of evolutionary theories, Bulletin of the AMS 10, 1984, S. 221–273
- mit Sabin Lessard: Theoretical Studies on Sex Ratio Evolution, Princeton University Press, 1986. ISBN 978-0-691-08412-1
- mit Eviatar Nevo (Hrsg.): Evolutionary Processes and Theory, Academic Press, 1986
- mit Stephen F. Altschul: Methods for assessing the statistical significance of molecular sequence features by using general scoring schemes, Proceedings of the National Academy of Sciences 87, 1990, S. 2264–2268
- mit Stephen F. Altschul: Applications and statistics for multiple high-scoring segments in molecular sequences, Proceedings of the National Academy of Sciences 90, 1993, S. 5873–5877
- mit David Eisenberg, Russ Altman (Hrsg.): Frontiers of Bioinformatics: Unsolved Problems and Challenges, The National Academies Press, 2005